# Леоніди

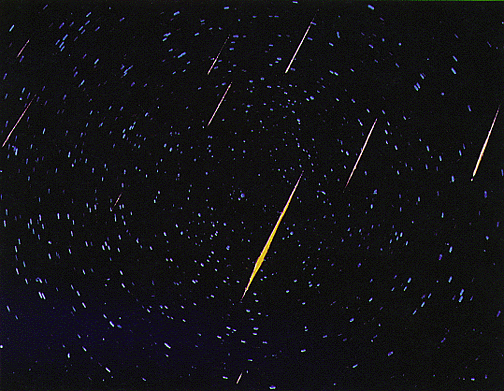
Метеорний потік Леоніди, 1966

Леоні́ди (від лат. Leonis) — інтенсивний метеорний дощ, пов'язаний з кометою Темпеля — Туттля.

## Загальний опис
Леоніди отримали свою назву від латинської назви сузір'я Лева, у якому розташований радіант метеорного потоку (уявна точка на небесній сфері, у якій перетинаються зворотні подовження траєкторій метеорів). 
Вважається, що метеорний потік утворюється з речовини, яка втрачається кометою, коли вона проходить поблизу Сонця. Коли Земля проходить через метеорний потік, його частинки розміром з піщинку спалахують у атмосфері і він стає видимим у вигляді метеорного дощу. В цей час, наприклад, у Європі цілком можливо спостерігати від 15 до 20 метеорів на годину. 
Метеорний потік Леонідів можливо спостерігати щороку приблизно з 15 до 20 листопада, а пік припадає на 18 листопада. В цей час Земля також зустрічає декілька старих метеорних потоків, пов’язаних з кометою 55P/Темпеля-Туттля, що створює Леоніди, зокрема вони помітні 14 і 19 листопада (відповідно). 

## Історія досліджень
Леоніди зажили слави найпотужнішого регулярного метеорного дощу, який виникає раз на 33 роки, адже це пов'язано з орбітальним періодом комети Темпеля-Таттла. В цей період спостерігаються надзвичайно рясні дощі, які утворюють справді величне явище. У пікові роки, дощі можуть складатись з тисяч метеорів на годину. 
Потужні метеорні дощі спостерігались в 1698, 1799, 1833, 1866, 1867, 1966 та 2001 роках.
У XIX ст. Леоніди дуже потужно нагадали про себе. Подія 1833 року, коли протягом години можна було побачити понад сотню тисяч метеорів, надовго запам’яталася сучасникам. Менш вражаючі метеорні дощі потужністю декілька тисяч метеорів на годину мали місце у листопаді 1866 та 1867 років. 
В 1965 році комету вдалося перевідкрити завдяки розрахункам німецького математика Йоахіма Шубарта. Як стало відомо з подальших досліджень, найщільніша частина рою метеорів Леонід суттєво відстає у своєму орбітальному русі від «батьківської» комети. Тому активізація потоку наслідує її поверненню до Сонця. Так само сталося й на переломі тисячоліть: проліт комети з наближенням до Землі на відстань 0,356 а.о. (53,3 млн км) відбувся на початку 1998 року, а в 1999, 2000 та 2001 роках астрономи спостерігали дощі Леонід з годинним числом метеорів від двох до п’яти тисяч. 
Леоніди несуть певну небезпеку для космічних апаратів, які перебувають в космічному просторі або ж очікують запуску, адже стикаються із Землею на зустрічних курсах і входять в атмосферу зі швидкістю ~ 72 км/с. Це означає, що вони мають досить велику кінетичну енергію. Навіть крихітна порошинка, що рухається настільки швидко, здатна утворити яскравий метеор або пробити корпус космічного апарата. У 1998 році саме цей потік став причиною відтермінування виведення на орбіту базового модуля МКС.